# Palacio de Ocharan

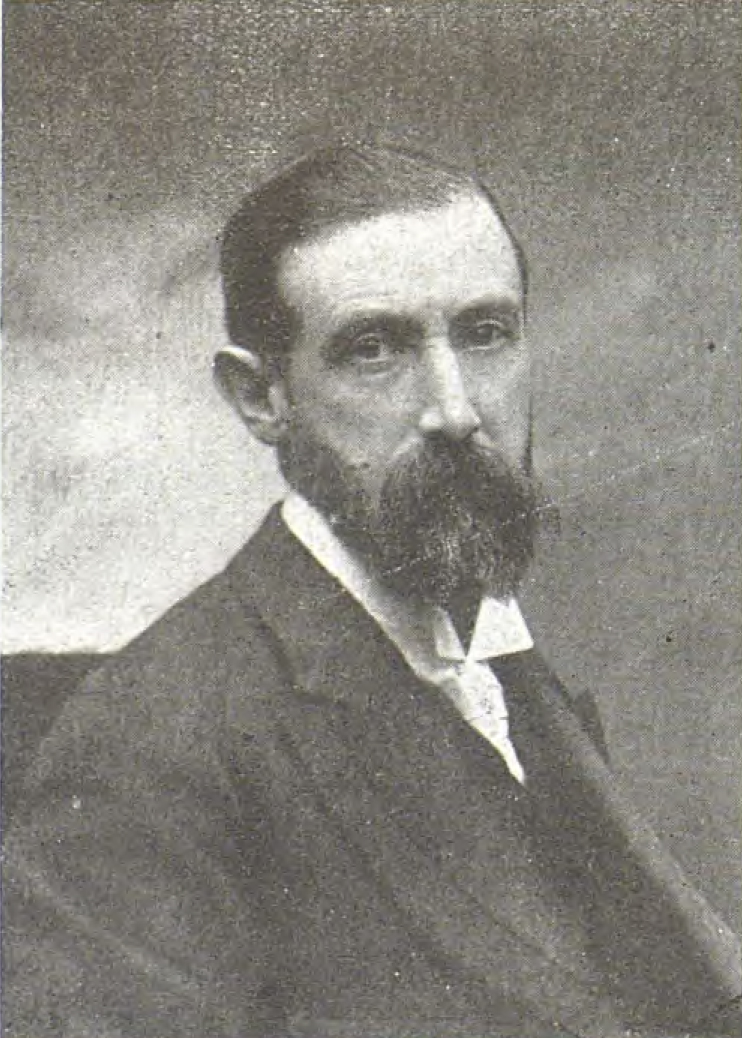
Fotografía de Luis de Ocharan por Kaulak, publicado en La Esfera el 22 de abril de 1916.

El Palacio de Ocharan (también llamado Palacete, castillo-observatorio y jardines de Ocharan) es un conjunto arquitectónico ubicado sobre una finca en el casco urbano de Castro-Urdiales, Cantabria, diseñado por el arquitecto Eladio Laredo a modo de mansión para Luis de Ocharan, un escritor, fotógrafo y empresario de Bilbao.
En 1901 fue construido el palacio como primer elemento de un grupo de obras arquitectónicas que juntas, se convirtieron en uno de los monumentos más importantes de la localidad cántabra. Ya en 1914 se erigió un castillo neogótico rodeado de una muralla almenada de estilo mudéjar, diseñado por el mismo arquitecto y en cuyo interior se construyó un pequeño observatorio, debido a la afición que Luis tenía por la astronomía. Todo ello situado sobre unos jardines creados con más de cincuenta especies arbóreas, un estanque y dos edificaciones adicionales como una capilla privada para la familia y la casa de los guardeses, quienes custodiaban y cuidaban la finca.
Fue declarado Bien de Interés Cultural (BIC) el 20 de diciembre de 1984.

## Historia
Luis de Ocharan fue un empresario y escritor que, gracias a su afición por la fotografía, consiguió hacerse un hueco entre los mejores pictorialistas de la época. En 1904 ganó el Concurso Nacional de Fotografía Estereoscópica y sus éxitos le llevaron a formar parte del comité redactor de Graphos Ilustrado, una de las revistas fotográficas más importantes del momento. El funcionamiento de sus negocios en las minas dependía del transporte de mercancía en barco, por lo que decidió contratar al arquitecto Eladio Laredo, especializado en eclecticismo, para construir un palacio cerca del puerto, desde el que ver partir y atracar a sus barcos. Fue tal su relación con el puerto, que construyó un muelle al que bautizó como Muelle de Don Luis para atracar su barco privado en sus viajes desde Bilbao.
Durante los años 70 el conjunto pasó a formar parte de Miguel de la Vía, dueño de Canteras de Santullán en la localidad castreña de Santullán y propietario de varias empresas de construcción, aunque fue más conocido por la restauración y apertura al público de la Torre Loizaga, ubicada en Galdames, Vizcaya. En ella introdujo su colección personal de vehículos Rolls-Royce, considerada como la mejor colección de Rolls-Royce de Europa y una de las cinco colecciones de mayor valor a nivel mundial. Además, es la única colección europea que contiene todos los modelos de la marca fabricados entre 1910 y 1990. En el año 2000 se convirtió oficialmente en museo y pasó a formar parte de la Red Europea de Patrimonio Industrial (ERIH).

## Conjunto arquitectónico

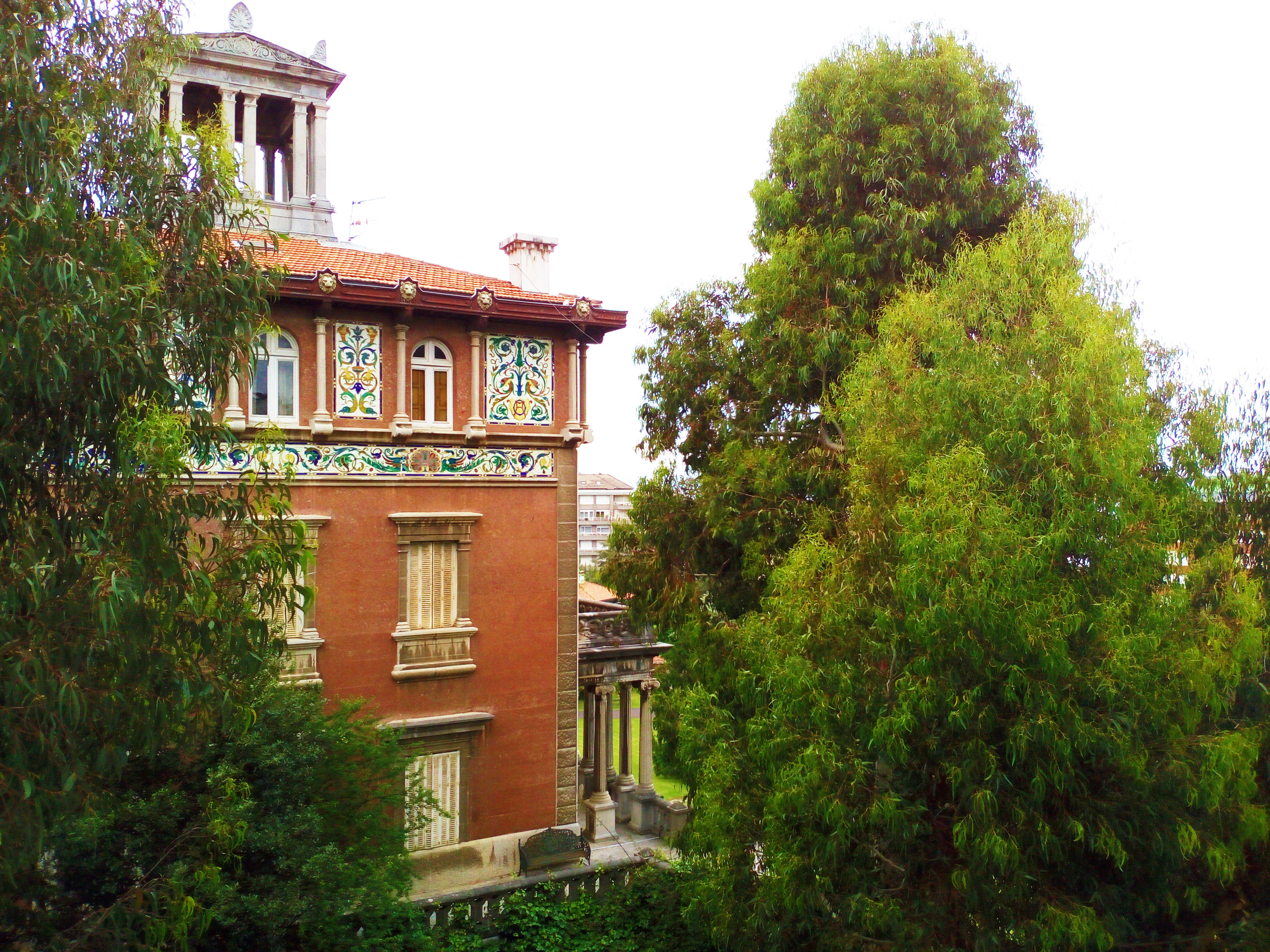
Frisos cerámicos en la fachada del Palacio, diseñados por Daniel Zuloaga.

Construido en 1901, el palacio es de estilo ecléctico con un revestimiento de mármol rosado y blanco adornado con elementos griegos e italianos, la fachada porticada está enmarcada por diez columnas jónicas en doble hilera que simulan un templete y se incluye una escalera lateral de doble acceso. Los azulejos o mayólicas de cerámica esmaltada fueron diseñados por Daniel Zuloaga, pintor y ceramista nacido en Madrid que colaboró en obras destacadas como el Palacio de Cristal del Retiro, el Hospital de Maudes y el Palacio de Velázquez. 
La fachada principal se asienta sobre una base de mampostería, donde destacan cinco vanos con rejas en forma de tela de araña. El tejado está construido a cuatro aguas, inclinado hacia cuatro lados, y rematado por una torre clásica cuadrangular con acróteras en los vértices y decorada con motivos florales.
En 1914 se incorporó al conjunto un castillo de estilo neogótico, diseñado también por Laredo y rodeado por una muralla inspirada en el estilo arquitectónico mudéjar, donde sobresalen varias torres almenadas y destacan los vanos con arcos de herradura. En su interior y debido a la afición de Luis por la astronomía, se construyó un pequeño observatorio de carácter oriental. El edificio se encuentra junto a la desaparecida vía del ferrocarril Castro-Traslaviña rodeado de exótica vegetación.
Todas las obras se ubican en conjunto sobre una finca en la que se trabajó su paisajismo para añadir el terreno extensos jardines con un ecosistema propio y más de cincuenta especies arbóreas diferentes, entre las que se encuentran dos cocoteros, secuoyas, tilos, acacias, laureles y dos árboles Ginkgo biloba. Estos últimos son originarios de Japón y se les conoce como árbol de la esperanza, ya que tras la explosión de la bomba atómica de Hiroshima, un ejemplar situado a un kilómetro del lugar del desastre comenzó a brotar mientras el resto de flora y fauna quedaron destruidas; son utilizados además como medicina natural. El lugar fue bautizado por Ocharan como Toki Eder, cuyo significado en euskera es hermoso lugar; incluye una capilla privada y la casa de los guardeses.

## Cesión de terrenos
En el año 2000, el Ayuntamiento de Castro-Urdiales firmó con Canteras de Santullán, propiedad de Miguel de la Vía, la cesión de 11.000 m² de los jardines de la finca de Ocharan y llegaron a un acuerdo para calificar a cambio como suelo industrial los terrenos trabajados por su empresa, con el objetivo de facilitar la explotación de la zona. Además, se acordó también la calificación de urbanizable para la parcela exterior del castillo, con el fin de permitir la construcción de edificios cuyo coste cubriría la propia empresa de Miguel.
Doce años más tarde, la ejecución del acuerdo no se completó y aunque se exigió a Canteras de Santullán el registro de la cesión de terrenos y la voluntad de urbanizar el exterior de los jardines, el Ayuntamiento no obtuvo respuesta. La Consejería de Educación dio el visto bueno a la creación de un acceso rodado al parque para visitantes y vecinos de la localidad, pero el proyecto no salió adelante.

## Visitas guiadas
En 2015 se puso en marcha el proyecto para organizar visitas guiadas y que los alumnos de colegios e institutos de Castro-Urdiales y Guriezo, conociesen uno de los monumentos más importantes de la localidad. Fueron 2.284 alumnos los que visitaron la original finca de Ocharan de la mano de María Eugenia Escudero Sánchez y Ana Belén Lasheras, ambas doctoras en Historia por la Universidad de Cantabria; el ingeniero agrónomo municipal Pablo Arroyuelos, también colaboró durante las visitas.